# Finale Kupa prvaka 1968.
Finale Kupa prvaka 1968. je bilo 13. po redu finale Kupa prvaka, koje je igrano 29. svibnja 1968. na stadionu Wembley u Londonu. U finalu su igrali engleski Manchester United i portugalska Benfica. Engleski je klub pobijedio rezultatom 4:1 nakon produžetaka.
Prvo je poluvrijeme prošlo bez pogodaka, ali već u osmoj minuti drugog poluvremena, Bobby Charlton je postigao prvi pogodak za Manchester United na utakmici. Međutim, vodstvo je trajalo samo 22 minute, jer je Jaime Graça postigao pogodak za Benficu. Utakmica je u prvih 90 minuta završila 1:1, pa se nastavila preko produžetaka.
Već u trećoj minuti produžetaka, George Best je odveo United u vodstvo. Zatim je 19-godišnji Brian Kidd, koji je slavio rođendan, postigao pogodak samo minutu nakon Besta. Bobby Charlton je svoj drugi pogodak i četvrti za United na utakmici postigao u 99. minuti, i postavio konačni rezultat od 1:4.
Ova Unitedova pobjeda značila je i prvi engleski naslov prvaka Europe, i to godinu dana nakon britanskog debitantskog prvaka Celtica. Pobjeda je posvećena desetoj godišnjici münchenske zrakoplovne nesreće, u kojoj je poginulo osam Manchesterovih igrača, a trener Matt Busby bio je teško ozljeđen.

## Susret
| 29. svibnja 1968. |           |                                    |                                                                                    |
| Benfica           | 1:4 (pr.) | Manchester United                  | Wembley Stadium, London Broj gledatelja: 92.225 Sudac: Concetto Lo Bello (Italija) |
| Graça 75'         |           | Charlton 53' 99' Best 93' Kidd 94' | Wembley Stadium, London Broj gledatelja: 92.225 Sudac: Concetto Lo Bello (Italija) |

| Benfica | Manchester United |

| BENFICA:                                                                                    |    |                     |
|                                                                                             |    |                     |
| GK                                                                                          | 1  | José Henrique       |
| RB                                                                                          | 2  | Adolfo Calisto      |
| CB                                                                                          | 3  | Humberto Fernandes  |
| CB                                                                                          | 4  | Jacinto Santos      |
| LB                                                                                          | 5  | Fernando Cruz       |
| RM                                                                                          | 6  | Jaime Graça         |
| CM                                                                                          | 7  | Mário Coluna        |
| LM                                                                                          | 8  | José Augusto        |
| RF                                                                                          | 9  | José Augusto Torres |
| CF                                                                                          | 10 | Eusébio             |
| LF                                                                                          | 11 | António Simões      |
| Zamjene:                                                                                    |    |                     |
|                                                                                             | 12 | Nascimento          |
| Trener:                                                                                     |    |                     |
| Otto Glória Igrač utakmice: John Aston Pomoćni sudci: Aurelio Angonese Francesco Francescon |    |                     |

| MANCHESTER UNITED: |    |                |
|                    |    |                |
| GK                 | 1  | Alex Stepney   |
| RB                 | 2  | Shay Brennan   |
| CB                 | 5  | Bill Foulkes   |
| CB                 | 10 | David Sadler   |
| LB                 | 3  | Tony Dunne     |
| RM                 | 4  | Pat Crerand    |
| CM                 | 9  | Bobby Charlton |
| LM                 | 6  | Nobby Stiles   |
| RF                 | 7  | George Best    |
| CF                 | 8  | Brian Kidd     |
| LF                 | 11 | John Aston     |
| Zamjene:           |    |                |
| GK                 | 12 | Jimmy Rimmer   |
| Trener:            |    |                |
| Matt Busby         |    |                |

## Vanjske poveznice
- Rezultati Kupa prvaka, RSSSF.com
- Sezona 1967./68., UEFA.com
- Povijest Kupa prvaka: 1968.

| Finala Kupa prvaka i UEFA Lige prvaka | Finala Kupa prvaka i UEFA Lige prvaka |
| ------------------------------------- | --- |
|                                       | |
| Kup prvaka                            | 1956. • 1957. • 1958. • 1959. • 1960. • 1961. • 1962. • 1963. • 1964. • 1965. • 1966. • 1967. • 1968. • 1969. • 1970. • 1971. • 1972. • 1973. • 1974. • 1975. • 1976. • 1977. • 1978. • 1979. • 1980. • 1981. • 1982. • 1983. • 1984. • 1985. • 1986. • 1987. • 1988. • 1989. • 1990. • 1991. • 1992. |
|                                       | |
| Liga prvaka                           | 1993. • 1994. • 1995. • 1996. • 1997. • 1998. • 1999. • 2000. • 2001. • 2002. • 2003. • 2004. • 2005. • 2006. • 2007. • 2008. • 2009. • 2010. • 2011. • 2012. • 2013. • 2014. • 2015. • 2016. • 2017. • 2018. • 2019. • 2020. • 2021. • 2022. • 2023. • 2024.                                         |

| Finala Kupa prvaka i UEFA Lige prvaka | Finala Kupa prvaka i UEFA Lige prvaka |
| ------------------------------------- | --- |
|                                       | |
| Kup prvaka                            | 1956. • 1957. • 1958. • 1959. • 1960. • 1961. • 1962. • 1963. • 1964. • 1965. • 1966. • 1967. • 1968. • 1969. • 1970. • 1971. • 1972. • 1973. • 1974. • 1975. • 1976. • 1977. • 1978. • 1979. • 1980. • 1981. • 1982. • 1983. • 1984. • 1985. • 1986. • 1987. • 1988. • 1989. • 1990. • 1991. • 1992. |
|                                       | |
| Liga prvaka                           | 1993. • 1994. • 1995. • 1996. • 1997. • 1998. • 1999. • 2000. • 2001. • 2002. • 2003. • 2004. • 2005. • 2006. • 2007. • 2008. • 2009. • 2010. • 2011. • 2012. • 2013. • 2014. • 2015. • 2016. • 2017. • 2018. • 2019. • 2020. • 2021. • 2022. • 2023. • 2024.                                         |